# SIERRA (program)
program Sierra - (ang. SIERRA programme) - program uruchomiony przez UE i realizowany w Polsce od 1993 r. w ramach programu Phare. Celem było dostosowanie polskiego prawa do prawa europejskiego oraz szkolenie urzędników administracji publicznej w zakresie integracji europejskiej. Program planowano zakończyć 1995 r. jednak w związku z kłopotami związanymi z jego realizacją Komisja Europejska przedłużyła jego realizację do 1999 r. Wprowadziła także do niego nowe projekty związane z wprowadzeniem Układu o Stowarzyszeniu między Polską a UE. 
W 1997 r. sfinansowano ze środków programu Sierra Centrum Informacji Europejskiej (CIE), które związane było z rozpoczętą wówczas kampanią informacyjną na temat integracji Polski z Unią Europejską. Podstawowym zadaniem CIE było informowanie na temat: Unii Europejskiej, procesu integracji europejskiej, przewidywanych kosztów oraz korzyści przystąpienia Polski do Unii Europejskiej a także wielu innych zagadnień związanych z procesem integracji w Europie. Pomagało w zdobyciu i poszerzeniu wiadomości między innymi z zakresu:
- historii integracji europejskiej,
- funkcjonowania instytucji europejskich,
- przebiegu negocjacji akcesyjnych,
- dostępnych programów pomocowych,
- wspólnych polityk.

Ciekawym przedsięwzięciem w ramach programu Sierra było opracowanie tzw. pakietu nauczycielskiego, który obejmował podręczniki dla uczniów i nauczycieli, wzbogacony zestawem kaset wideo i płyt CD ROM oraz przeszkoleniem ponad 1200 nauczycieli z zakresu integracji europejskiej.